# Stade Bollaert-Delelis
Das Stade Bollaert-Delelis ist ein Fußballstadion im französischen Lens. Im Stadion, das Austragungsort bei der Fußball-Weltmeisterschaft 1998 und bei der Fußball-Europameisterschaft 2016 war, trägt der RC Lens seine Heimspiele aus. Außerdem hat der OSC Lille dort seine Heimspiele in der UEFA Champions League 2001/02 und 2006/07 bestritten.

## Geschichte

Luftaufnahme 2016

Das Stadion verdankt seinen Namen Félix Bollaert, der als Vorsitzender der örtlichen Minengesellschaft 1931 den Bau des Stadions in Auftrag gegeben hat. 1932 wurde der Bau des Stadions begonnen und am 18. Juni 1933 eröffnet. Es ist eines der wenigen Stadien, bei denen sich die „Fankurve“ entlang der Seitenlinie und nicht, wie üblich, hinter einem der Tore befindet. Am 28. September 2012 entschied die Stadt Lens den Namen des Stadions in Erinnerung an den ehemaligen Minister und früheren Bürgermeister (1966–1998) der Stadt, André Delelis, der am 4. September 2012 verstarb, zu ergänzen. Künftig trägt die Spielstätte des RC Lens den Namen Stade Bollaert-Delelis.
Die vier einzelnen Tribünen des Stadions sind verschiedenen Persönlichkeiten des RC Lens und aus der Region gewidmet:
- Henri Trannin, ehemaliger Torwart und Sportdirektor des Vereins
- „Tony“ Marek, Spieler und Trainer von RC Lens, und Xercès Louis, französischer Nationalspieler in den 1950ern
- Élie Delacourt, ehemaliger Fanklubvorsitzender des RC Lens
- Max Lepagnot, ehemaliger Präsident des Distriktes Artois

Für die Fußball-Weltmeisterschaft 1998 und die Rugby-Weltmeisterschaft 1999 wurde das Stadion komplett renoviert, dabei wurde die Kapazität von ehemals fast 50.000 Plätzen auf 41.800 Plätze reduziert. Das Stadion verfügt seither ausschließlich über Sitzplätze. Mittlerweile wurde durch den Bau von exklusiven Logen und verbesserter Sicherheitsstandards die Anzahl der Plätze auf 41.233 beschränkt. Bemerkenswert ist dabei, dass die Stadt Lens selbst lediglich zirka 37.000 Einwohner hat.
2002 schlossen die Stadt Lens und der RC Lens einen Vertrag mit 50-jähriger Laufzeit ab, wonach nur noch der Verein für Wartungsarbeiten im Stadion aufkommt. Ausnahmen sind gravierende Mängel und Schäden, für deren Beseitigung die Stadt aufkommt.
Das Stadion war Austragungsort mehrerer Gruppenspiele der Rugby-Union-Weltmeisterschaft 2007.

## Fußball-Europameisterschaft 2016

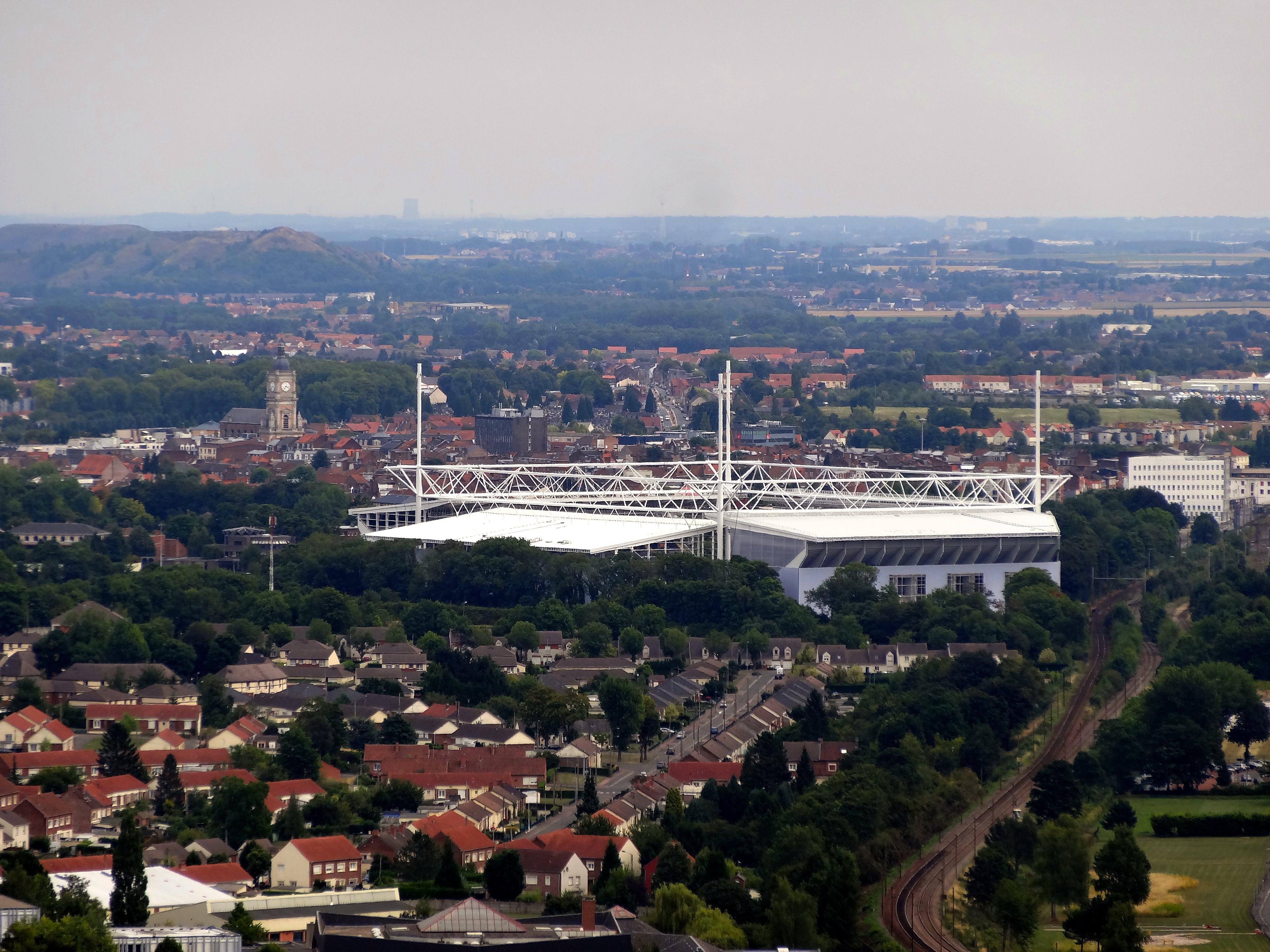
Das renovierte Stadion im August 2015

Das Bollaert-Delelis ist Austragungsort der Fußball-Europameisterschaft 2016, doch lange war die Finanzierung der Umbaumaßnahmen ungewiss. Schon im März 2012 sollte eine Lösung gefunden werden, aber der Termin verstrich ohne Ergebnis. Ende August 2012 unterzeichnete Guy Delcourt, Bürgermeister von Lens, einen Finanzierungsplan. Danach werden die Kosten von geplanten 78 Millionen Euro zwischen der Region Nord-Pas-de-Calais (25 Mio. Euro), dem Communauté d’agglomération de Lens-Liévin (20 Mio. Euro) und dem französischen Staat (12 Mio. Euro) aufgeteilt. Hinzu kommt ein Kredit mit einer Laufzeit von 31 Jahren über 30 Millionen Euro, der an die Region Nord-Pas-de-Calais geht. Die Bauarbeiten sollten im März 2013 beginnen. Tatsächlich begannen die Arbeiten für die Modernisierung des Stadions erst 2014, weswegen der Heimverein RC Lens seine Spiele in der Saison 2014/15 im Stade de la Licorne in Amiens und im Stade de France austragen musste. Zur Saison 2015/16 der Ligue 2 kehrte der RC Lens in seine Heimstätte zurück. Die kompletten Arbeiten am Stadion sollten Ende 2015 abgeschlossen sein.
Während der Europameisterschaft 2016 wurden im Stade Bollaert-Delelis drei Spiele der Gruppenphase sowie ein Achtelfinale ausgetragen.
|                            |   |          |           |
| 11. Juni 2016, Vorrunde    |   |          |           |
| Albanien                   | – | Schweiz  | 0:1 (0:1) |
| 16. Juni 2016,Vorrunde     |   |          |           |
| England                    | – | Wales    | 2:1 (0:1) |
| 21. Juni 2016,Vorrunde     |   |          |           |
| Tschechien                 | – | Türkei   | 0:2 (0:1) |
| 25. Juni 2016,Achtelfinale |   |          |           |
| Kroatien                   | – | Portugal | 0:1 n. V. |

## In der Kunst
Im französischen Erfolgsfilm Willkommen bei den Sch’tis besuchen die Hauptfiguren ein Heimspiel des RC Lens im ehemaligen Stade Félix-Bollaert.